# لیدر، ساسکاچوان
لیدر، ساسکاچوان (به انگلیسی: Leader, Saskatchewan) یک منطقهٔ مسکونی در کانادا است که در ساسکاچوان واقع شده‌است. لیدر ۱٫۷۰ کیلومتر مربع مساحت و ۸۶۳ نفر جمعیت دارد.